# Chilodes conjuncta
Chilodes conjuncta là một loài bướm đêm trong họ Noctuidae.